# The Runaways (film 1915)
The Runaways è un cortometraggio del 1915 diretto da Chester M. Franklin e da Sidney Franklin.  I due registi erano fratelli e girarono insieme i loro primi film. Avevano esordito nella regia in maggio, con il corto The Baby.

## Produzione
Il film fu prodotto dalla Majestic Motion Picture Company.

## Distribuzione
Distribuito dalla Mutual Film, il film - un cortometraggio in una bobina - uscì nelle sale statunitensi il 20 luglio 1915.